# James E. Davis
James E. Davis (* 3. April 1962 in Brooklyn; † 23. Juli 2003 in New York City) war ein amerikanischer Polizist afroamerikanischer Herkunft, New Yorker Ratsabgeordneter und Politiker (Demokratischen Partei).

## Werdegang
James E. Davis, Sohn von James und Thelma Davis, verbrachte seine Kindheit in Brooklyn sowie auf Long Island. Unter vielfältigen kulturellen kirchlichen, afro-amerikanischen sowie indischen und jüdischen Einflüssen aufgewachsen schloss er die Schule gut ab und wurde Bachelor an der Pace University, wo er Sozialwissenschaften und Jugendarbeit studierte.
Eines Morgens im Jahr 1983 saß er im Auto seiner Mutter vor seinem Haus, als sich zwei weiße Polizisten näherten und ihn, Pistolen an seinem Kopf setzend, des Autodiebstahls beschuldigten. Mit angesetzter Waffe rissen sie ihn aus dem Auto und schlugen seinem Kopf wiederholt gegen das Auto, ungeachtet, dass seine Mutter erklärend Einhalt zu gebieten suchte. Davis wurde gefesselt, festgenommen und eingesperrt. Diese Erfahrung wurde für ihn zu einem Schlüsselerlebnis. Trotz der körperlichen und seelischen Verletzungen beschloss Davis, Polizist zu werden. Seine Laufbahn begann als New Yorker Strafvollzugsbeamter auf Rikers Island. Er gehörte dem New York City Police Department an, ehe er Ausbilder an der Polizeiakademie wurde, wo er Polizisten von allem im Umgang mit Menschen anderer rassischer und ethnischer Herkunft anleitete.
1990 gründete er die Vereinigung "Liebe dich selbst, Stopp die Gewalt". Betroffen von der wachsenden Gewalt in den Stadtbezirken begann James einen Feldzug gegen Gewehre, Drogen und Kriminalität an den Schulen. Verbrechens- und Gewaltbekämpfung verstand Davis nicht einfach als seine Karriere – er betrachtete seine Mission vielmehr als „Krieg“. So rief er "den Krieg in unseren eigenen Gemeinden aus. Lassen Sie die guten Menschen der Gemeinden (Männer, Frauen und Kinder) mit einem kriegerischen Geist aufstehen! Erobern wir wieder unsere Straßen. Die guten Menschen sind die stille Mehrheit und es liegt an ihnen, ihre Gemeinschaft zurückzuerobern."
Er erreichte 1994, dass der Spielwarenhändler Toys R Us echt wirkendes Kriegsspielzeug aus dem Angebot zog. Den Fernsehsender MTV vermochte er (unter Androhung von Boykottaktionen durch Werbekunden) zum Absetzen gewaltverherrlichender Rap-Videos zu bewegen. Energisch und leidenschaftlich führte Davis seinen Kampf um die Jugend. Als entschiedene engagierte Persönlichkeit trat er im Fernsehen für Veränderungen im Kampf gegen Jugendgewalt, Kindesmissbrauch, Kriminalität und Polizeibrutalität auf. Seine Tätigkeit war Gegenstand zahlreicher Reportagen und Fernsehsendungen.
Überaus sensibel berücksichtigte Davis die wichtige Rolle von Regierung und Politik bei der Unterstützung des Kampfes gegen die Gewalt. Deshalb richtete er seine Aufmerksamkeit auf neue Wähler besonders in vernachlässigten Wohngebieten, wo die Bewohner keine politische Macht besaßen, weil sie nicht wählten. Davis kämpfte, um das System von innen zu verändern, auch gegen Politiker, die häufig Probleme ignorierten, während er und einige andere suchten, mit dürftigen Mitteln bedeutende positive Änderungen zu erreichen. Mit hoher Aufmerksamkeit und menschlichem Feingefühl war Davis ein unermüdlicher Führer und spielte so eine positive Rolle.
Am 23. Juli 2003 wurde Davis während einer von ihm durchgeführten Veranstaltung in der New York City Hall durch einen Gast, den 31-jährigen Othniel Askew, erschossen. Askew, der kurz darauf durch die Polizei erschossen wurde, war mit Davis Bewerber um die Nominierung der Demokratischen Partei für die bevorstehende Ratswahl.
Im Jahr 2010 veröffentlichte Geoffrey A. Davis einen Dokumentarfilm zum Leben Davis’.

## Belege
1. ↑  Murder at City Hall: Councilman James E. Davis’ Story. In: Maysles.org, 25. April 2011.

| Personendaten    | Personendaten               |
| ---------------- | --------------------------- |
| NAME             | Davis, James E.             |
| KURZBESCHREIBUNG | US-amerikanischer Politiker |
| GEBURTSDATUM     | 3. April 1962               |
| GEBURTSORT       | Brooklyn                    |
| STERBEDATUM      | 23. Juli 2003               |
| STERBEORT        | New York City               |